# Politechnika Krakowska im. Tadeusza Kościuszki

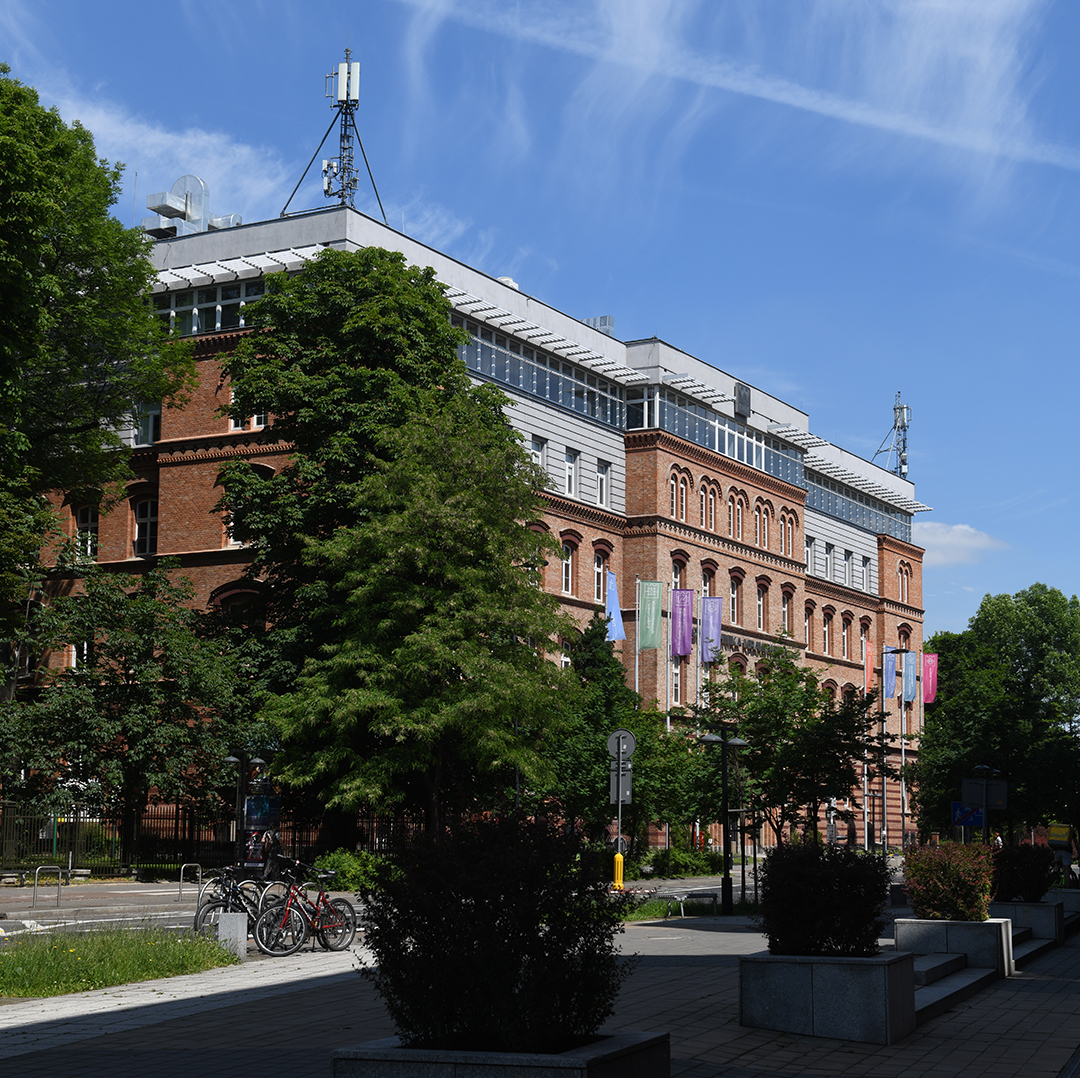
Wydział Inżynierii Lądowej

Politechnika Krakowska im. Tadeusza Kościuszki – publiczna uczelnia o profilu technicznym w Krakowie.
Uczelnia oferuje kształcenie na studiach stacjonarnych i niestacjonarnych I i II stopnia oraz w Szkole Doktorskiej i na studiach podyplomowych. W ofercie edukacyjnej Politechniki znajduje się ponad 30 kierunków studiów w języku polskim. Ponadto, niektóre kierunki prowadzone są także w języku angielskim, a dwa kierunki w języku ukraińskim. Tak duży wybór oznacza różnorodność poszukiwań intelektualnych oraz rozwiązywanie ambitnych zadań pod okiem wykwalifikowanej kadry naukowej.
W 2018 r. Politechnika Krakowska znalazła się w światowym rankingu najlepszych szkół wyższych w poszczególnych dyscyplinach – Academic Ranking of World Universities (ARWU). Politechnika Krakowska została sklasyfikowana w kategorii „Inżynieria” w dyscyplinie naukowej „Inżynieria chemiczna”. Klasyfikacja w rankingu Szanghajskim 2019, w kategorii Inżynieria mechaniczna. 
Według wyników ewaluacji działalności naukowej za lata 2017-2021 Politechnika Krakowska znalazła się w gronie trzech najlepszych uczelni w Polsce. Uczelnia poddała ewaluacji działalność naukową w ramach 8 dyscyplin: architektura i urbanistyka, informatyka techniczna i telekomunikacja, automatyka, elektronika i elektrotechnika;  inżynieria chemiczna;  inżynieria lądowa i transport;  inżynieria materiałowa; inżynieria mechaniczna,  inżynieria środowiska, górnictwo i energetyka.  Zgodnie z ostatecznymi decyzjami Ministerstwa Edukacji i Nauki wszystkie otrzymały kategorię naukową A+ (poziom wiodący) lub A (poziom bardzo dobry).

## Patron
Patronem Politechniki Krakowskiej jest od 1976 roku Tadeusz Kościuszko. Bohater narodu polskiego i amerykańskiego. Był nie tylko znakomitym dowódcą, ale też zdolnym inżynierem fortyfikatorem. Thomas Jefferson, trzeci prezydent USA i jeden z ojców założycieli tego kraju powiedział o nim: "najczystszy z mężów wolności jakiego kiedykolwiek znałem".
Tadeusz Kościuszko swoimi poglądami wyprzedzał epokę, w której żył był jednym z pierwszych przeciwników niewolnictwa w Stanach Zjednoczonych. Politechnika Krakowska stara się w swojej misji czerpać z dziedzictwa swojego patrona poprzez kultywowanie takich wartości jak: dążenie do prawdy, szacunek dla wiedzy i umiejętności, rzetelność w ich udostępnianiu i upowszechnianiu, otwartość na nowe idee, poszanowanie godności osobistej i praw obywatelskich człowieka, a także respektowanie swobód akademickich.

## Historia
Powstanie Politechniki Krakowskiej związane jest z konsekwencjami społeczno-politycznymi II wojny światowej. Wyniszczony kraj potrzebował inżynierów zdolnych do jego odbudowy. Ponadto w wyniku zmian terytorialnych Politechnika Lwowska, będąca najstarszą polską uczelnią techniczną, znalazła się w granicach ZSRR. Wobec zaistniałej sytuacji prof. Izydor Stella-Sawicki, który przed wojną kierował Katedrą Budownictwa i Inżynierii na Akademii Górniczej, zaproponował utworzenie wyższej szkoły technicznej w Krakowie. Koncepcja spotkała się z przychylnością rektora AG, prof. Walerego Goetla, jak i poparciem ministra oświaty, Stanisława Skrzeszewskiego. W 1945 minister oświaty zezwolił na organizację przy Akademii Górniczej wydziałów politechnicznych: Architektury, Leśnego oraz Inżynierii Lądowej, Wodnej i Mierniczej. Miały one odrębność administracyjną i budżetową, a także własny senat. Prorektorem nowo powstałych wydziałów został prof. Stella-Sawicki.
19 listopada 1946 władze państwowe wydały dekret o utworzeniu w ramach AG Wydziałów Architektury, Inżynierii i Komunikacji, nazwanych Wydziałami Politechnicznymi. Akt posiadał moc wsteczną obowiązującą od 1 kwietnia 1945, a dzień ten uznano za datę powstania Politechniki. W 1947 siedziby wydziałów przeniesiono do zaadaptowanych do celów edukacyjnych budynków przy ul. Warszawskiej – dawnych austriackich koszar im. arcyksięcia Rudolfa, które w okresie międzywojennym nosiły imię króla Jana III Sobieskiego. Pierwszym rektorem Politechniki Krakowskiej został prof. Ludomir Sleńdziński. Pełną niezależność uczelnia uzyskała 7 lipca 1954, gdy podjęto uchwałę nr 409 Rady Ministrów w sprawie utworzenia Politechniki Krakowskiej. 30 września 1976 nadano jej imię Tadeusza Kościuszki; memoriał w tej sprawie przedłożył senatowi uczelni w 1974 wykładowca budownictwa stalowego Stanisław Weiss (syn Wojciecha).
Niemal od początku swego istnienia Politechnika Krakowska realizowała szeroki program działalności badawczej i współpracy z przemysłem. W efekcie do początku lat 70. trzy z czterech jej wydziałów uzyskały pełne uprawnienia akademickie do nadawania stopni naukowych doktora i doktora habilitowanego. W 1966 utworzono piąty w kolejności Wydział Chemiczny (dziś Wydział Inżynierii i Technologii Chemicznej). 9 lat później powstał Wydział Transportu (obecny Wydział Inżynierii Elektrycznej i Komputerowej Politechniki Krakowskiej). W 1999 utworzono siódmy Wydział; obecnie jest to Wydział Informatyki i Telekomunikacji Politechniki Krakowskiej.
Od 2019 roku działalność badawcza pracowników uczelni koncentruje się wokół ośmiu dyscyplin naukowych, które zostały wyłonione m.in. na podstawie analizy potencjału badawczego i dorobku publikacyjnego pracowników. Wiodącymi dyscyplinami naukowymi na Politechnice Krakowskiej są: architektura i urbanistyka; automatyka, elektronika i elektrotechnika; informatyka techniczna i telekomunikacja; inżynieria chemiczna; inżynieria lądowa i transport; inżynieria materiałowa; inżynieria mechaniczna oraz inżynieria środowiska, górnictwo i energetyka.
Wskazanie głównych obszarów działalności badawczej umożliwiło oparcie struktury organizacyjnej uczelni na wydziałach skupionych wokół dyscyplin. W związku z tymi zmianami od 1 października 2019 r. na Politechnice Krakowskiej powołano nowy wydział – Inżynierii Materiałowej i Fizyki, a dwa inne wydziały rozszerzyły profil działania i zmieniły nazwy. Wydział Fizyki, Matematyki i Informatyki został przekształcony w Wydział Informatyki i Telekomunikacji, a Wydział Inżynierii Środowiska w Wydział Inżynierii Środowiska i Energetyki. 

## Wydziały
- Wydział Architektury – dziekan: dr hab. inż. arch. Magdalena Kozień-Woźniak, prof. PK
- Wydział Informatyki i Telekomunikacji – dziekan: dr hab. inż. Paweł Pławiak, prof. PK
- Wydział Inżynierii Elektrycznej i Komputerowej – dziekan: dr hab. inż. Maciej Sułowicz, prof. PK
- Wydział Inżynierii Lądowej – dziekan: dr hab. inż. Lucyna Domagała, prof. PK[13]
- Wydział Inżynierii Materiałowej i Fizyki – dziekan: dr hab. inż. Janusz Mikuła, prof. PK[14]
- Wydział Inżynierii Środowiska i Energetyki – dziekan: prof. dr hab. inż. Sławomir Grądziel[15]
- Wydział Inżynierii i Technologii Chemicznej – dziekan: dr hab. inż. Piotr Michorczyk, prof. PK[16]
- Wydział Mechaniczny – dziekan: prof. dr hab. inż. Marek S. Kozień[17]

## Szkoła Doktorska
Powołana 29 maja 2019 roku Szkoła Doktorska Politechniki Krakowskiej zgodnie z przyjętymi zasadami  proponuje kształcenie w ośmiu dyscyplinach naukowych, w których Politechnika Krakowska posiada uprawnienia do nadawania stopnia doktora. Nadzór merytoryczny nad SD PK sprawuje Rada Szkoły Doktorskiej PK, w skład której wchodzą m.in. pracownicy naukowi uczelni reprezentujący dyscypliny naukowe. Radzie przewodniczy Dyrektor Szkoły. Funkcję tę pełni dr hab. inż. Małgorzata Cimochowicz-Rybicka, prof. PK.

## Jednostki pozawydziałowe

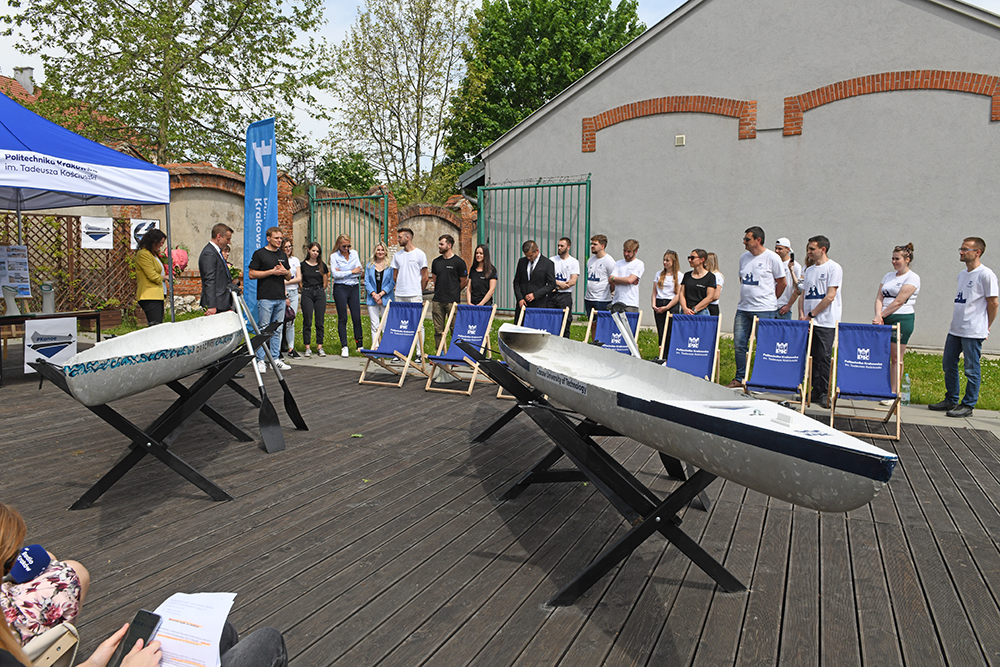
Betonowe kajaki stworzone przez studentów dzięki wsparciu FutureLab PK

- Betonowe kajaki stworzone przez studentów dzięki wsparciu FutureLab PKAkademicki Inkubator Przedsiębiorczości
- Biblioteka Politechniki Krakowskiej
- Biuro ds. Osób z Niepełnosprawnościami
- Centrum Badawcze – Laboratorium Ekstremalnie Niskich Temperatur
- Centrum e-Edukacji
- Centrum Pedagogiki i Psychologii
- Centrum Rozwoju i Kompetencji Przemysł 4.0
- Centrum Sportu i Rekreacji
- Centrum Szkolenia i Organizacji Systemów Jakości
- Centrum Transferu Technologii
- Centrum Wsparcia Społeczności Akademickiej PK
- FutureLab PK
- Kolegium Nauk Społecznych
- Małopolskie Centrum Budownictwa Energooszczędnego
- Międzynarodowe Centrum Kształcenia
- Międzyuczelniane Centrum Nowych Technik i Technologii Medycznych
- Muzeum Politechniki Krakowskiej
- Studium Języków Obcych

## Poczet rektorów

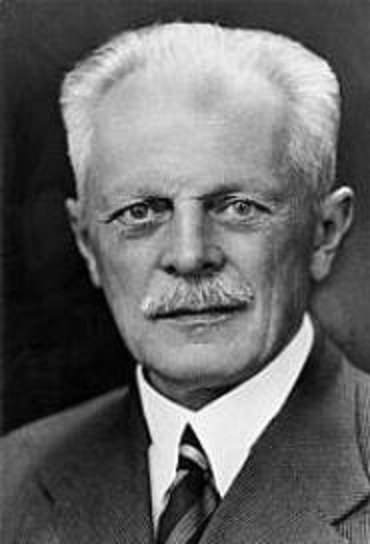
Izydor Stella-Sawicki

- Izydor Stella-Sawicki (1945–1948)
- Ludomir Sleńdziński (1948–1956)
- Bronisław Kopyciński (1956–1965)
- Kazimierz Sokalski (1965–1968)
- Jan Kaczmarek (1968 p.o.)
- Jan Wątorski (1968–1972)
- Władysław Muszyński (1972–1975)
- Bolesław Kordas (1975–1981)
- Roman Ciesielski (1981–1982)
- Tadeusz Środulski (1982–1987)
- Władysław Muszyński (1987–1990)
- Józef Nizioł (1990–1996)
- Kazimierz Flaga (1996–2002)
- Marcin Chrzanowski (2002–2005)
- Józef Gawlik (2005–2008)
- Kazimierz Furtak (2008–2016)
- Jan Kazior (2016–2020)
- Andrzej Białkiewicz (2020–2023)
- Andrzej Szarata (2023–2024)

## Obecne władze
Rektor

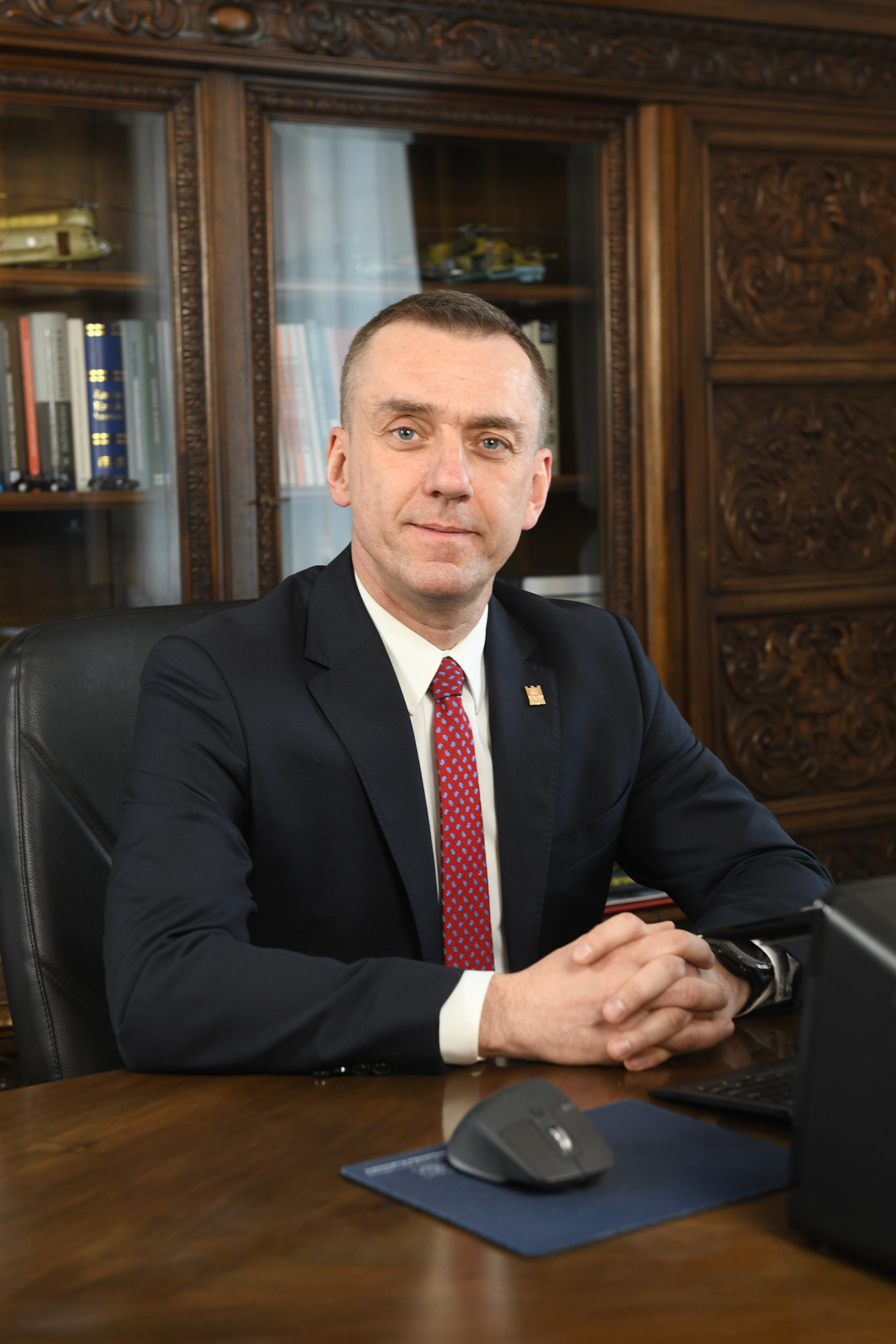
rektor Politechniki Krakowskiej prof. Andrzej Szarata

- prof. dr hab. inż. Andrzej Szarata

Prorektorzy
- dr hab. inż. Magdalena Niemczewska-Wójcik, prof. PK
- dr inż. Marek Bauer
- dr hab. inż. arch. Tomasz Kapecki, prof. PK
- dr hab. inż. Katarzyna Bizon, prof. PK

Rada uczelni
- dr Rafał Świerczyński (Przewodniczący Rady Uczelni)
- dr inż. Aleksandra Burczyk
- mgr inż. Marcin Styrna
- prof. dr hab. inż. Wiesław Zima
- dr hab. Jacek Jaśtal, prof. PK
- dr hab. inż. Stanisław Młynarski, prof. PK
- Mateusz Dąbrowski (przedstawiciel Samorządu Studentów)

## Doktorzy honoris causa PK[20]
- Leopold Escande (1965)
- Walery Goetel (1970)
- Marian Kamieński (1972)
- Pietro Gazzola (1972)
- Wacław Olszak (1976)
- Jerzy Hryniewiecki (1980)
- Kazimierz Gamski (1985)
- Bronisław Kopyciński (1988)
- Heinz Peter Brauer (1988)
- Olgierd Cecyl Zienkiewicz (1989)
- Gerard Duncan Galletly (1995)
- Henk C. van der Plas (1995)
- Witold Cęckiewicz (1995)
- Roman Ciesielski (1995)
- Michał Życzkowski (1995)
- Zenon Mróz (1997)
- Wiktor Zin (1998)
- Władysław Muszyński (1998)
- Jaime Lerner (1999)
- Oscar Mahrenholtz (1999)
- Jan Hult (1999)
- Herbert Mang (2000)
- Jan Kmita (2000)
- Mihály Zádor (2000)
- James C. I. Dooge (2000)
- Artur Wieczysty (2001)
- John Tinsley Oden (2001)
- Walter Henn (2001)
- Aleksiej Mitrofanowicz Kutiepow (2002)
- Janusz Bronisławowicz Danilewicz (2002)
- Jarosław Mikielewicz (2004)
- Michał Kleiber (2004)
- Tadeusz Chrzanowski (2005)
- Zbigniew Engel (2006)
- Günter Wozny (2008)
- Józef Nizioł (2008)
- Henryk Górecki (2010)
- Antonio Monestiroli (2011)
- Oskar Josefowicz Kojfman (2011)
- Kazimierz Flaga (2011)
- Stanisław Mrowec (2012)
- Alberto Molinari (2019)
- Adam Hamrol (2021)
- Wojciech Radomski (2021)
- Józef Kuczmaszewski (2022)
- Jiří Jaromír Klemeš (2023)
- Wojciech Bonenberg (2023)

## Lokalizacja

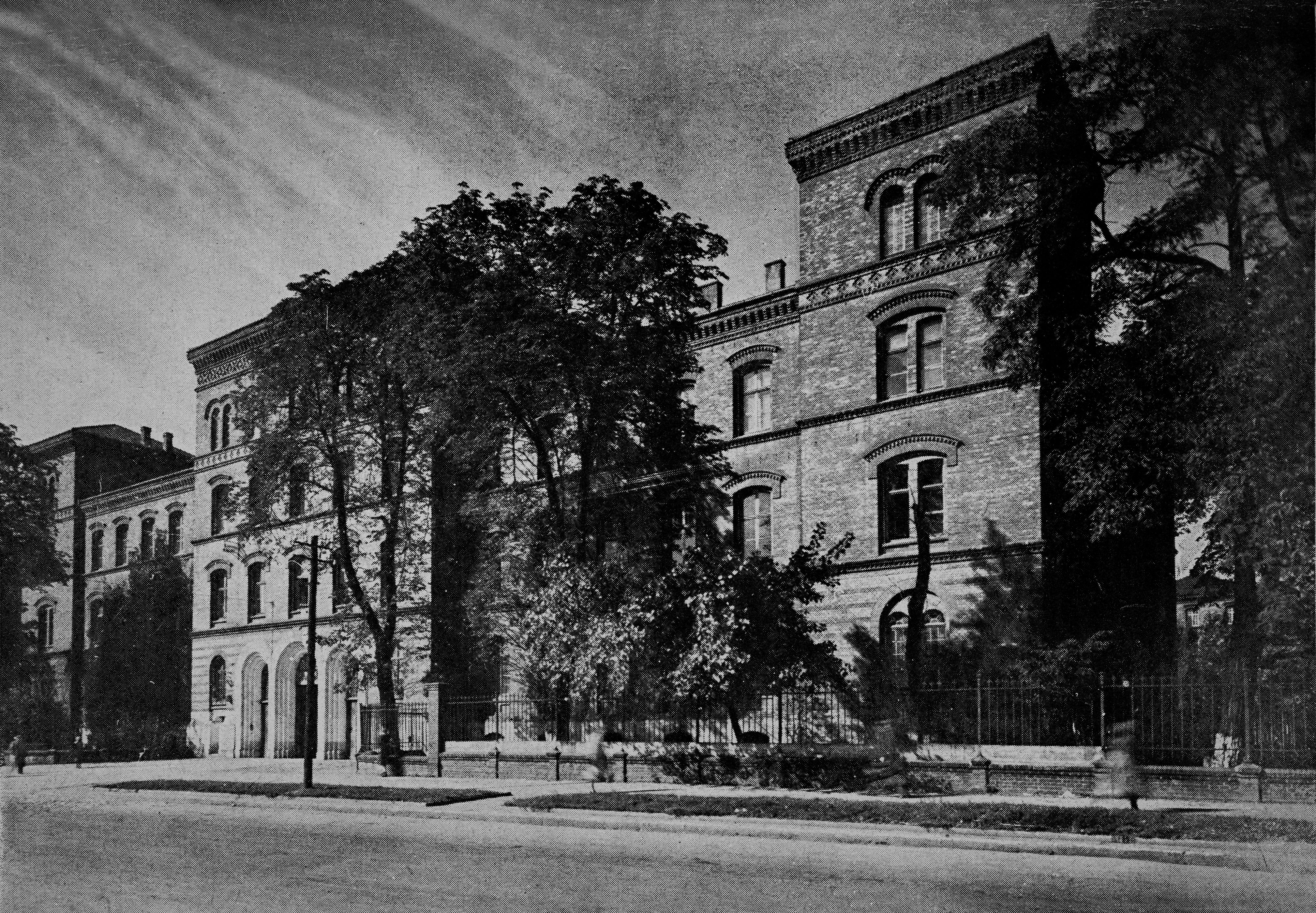
Budynek koszar wojskowych w Krakowie, przekształcony później w siedzibę Politechniki Krakowskiej, fot. Ignacy Krieger

Główny kampus uczelni przy ul. Warszawskiej mieści się w XIX-wiecznych austriackich koszarach, których budowę nadzorował Antoni Łuszczkiewicz. Kompleks budynków, największy tego typu w Krakowie, otrzymał imię arcyksięcia Rudolfa – następcy austriackiego tronu. W okresie międzywojennym – po zmianie nazwy na koszary króla Jana III Sobieskiego – stacjonowały tu wojska polskie. Po II wojnie światowej kompleks został przekazany Politechnice Krakowskiej, początkowo w nieodpłatną dzierżawę na okres 5 lat z możliwością przedłużenia na kolejne 15. Pełne przejęcie budynków przy ul. Warszawskiej przez uczelnię nastąpiło w 1956 r. Dawny obiekt kancelaryjno-sztabowy jest obecnie siedzibą władz uczelni oraz Wydziału Inżynierii Lądowej. W zabytkowych gmachach, stanowiących pozostałości koszar, mieszczą się wydziały Inżynierii Elektrycznej i Komputerowej, Inżynierii Środowiska i Energetyki, Architektury oraz uczelniana biblioteka i muzeum. Na terenie kampusu powstały nowe budynki, zaś historyczne fasady zostały odnowione, dzięki czemu siedziba Politechniki Krakowskiej stanowi doskonały przykład połączenia historii ze współczesnością. 

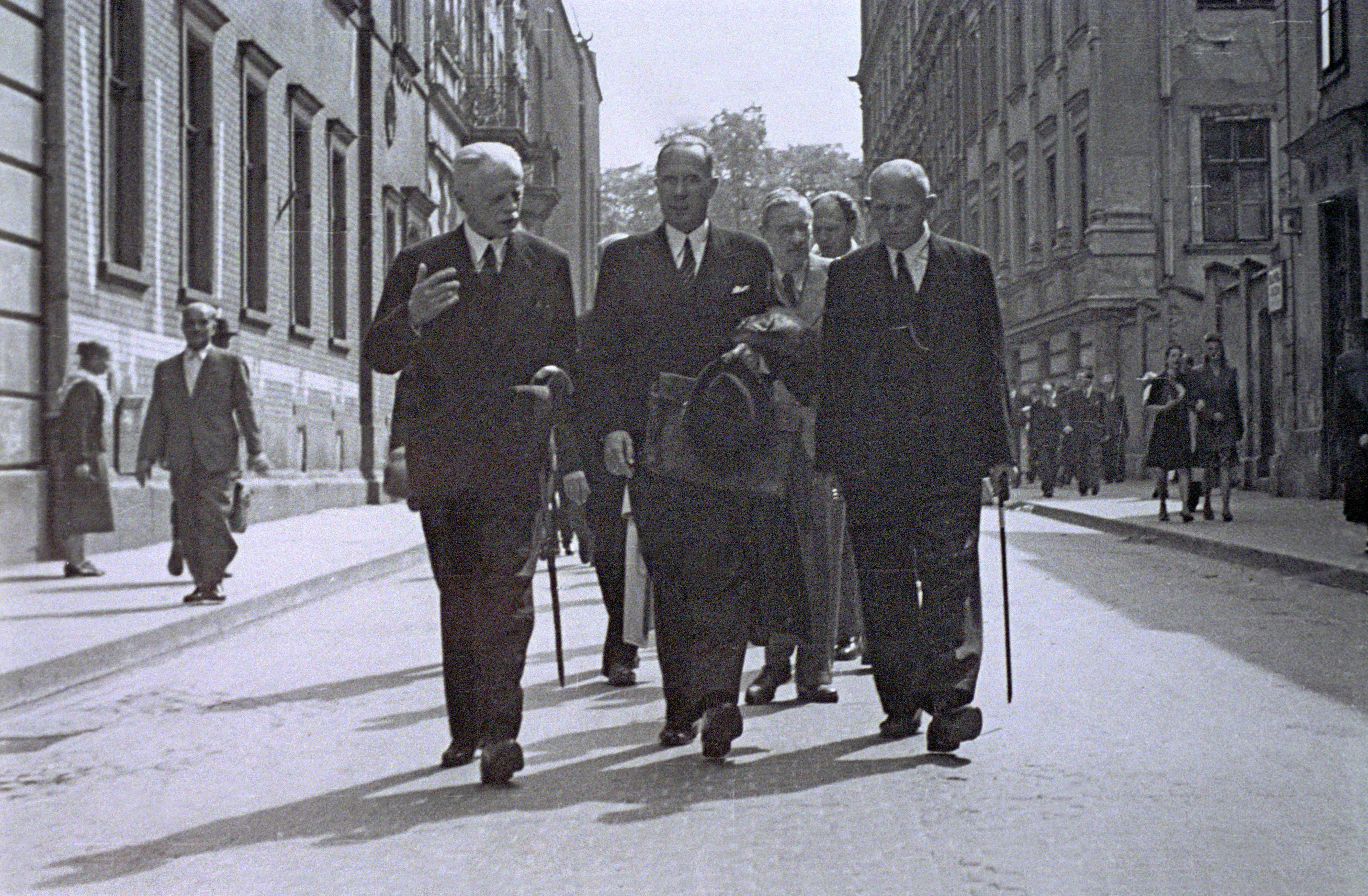
Przejście ul. Krupniczą do Gmachu AG na pierwszą inaugurację roku akademickiego Politechniki w Krakowie. Od lewej profesorowie: Izydor Stella-Sawicki, Walery Goetel, Jan Krauze, 31 maja 1945.

W miarę rozwoju uczelni, a co za tym idzie, rozrastających się potrzeb, pozyskiwała ona kolejne obiekty lub budowała nowe. W roku 2010 od Agencji Mienia Wojskowego Politechnika Krakowska kupiła znajdujący się na terenie kampusu przy Warszawskiej obiekt – dawną działownię. Budynek został zaadaptowany na Międzywydziałowe Centrum Edukacyjno-Badawcze „Działownia”. W latach 2013–2014 wybudowano tu Małopolskie Laboratorium Budownictwa Energooszczędnego.
Dziekanaty wydziałów Architektury oraz Inżynierii Materiałowej i Fizyki mają swoją siedzibę w dawnym Pałacu Królewskim w Łobzowie (obecnie ul. Podchorążych) – najstarszej letniej rezydencji królów Polski. W 1955 r. Politechnika otrzymała 2/3 budynku, 1/3 otrzymała Akademia Medyczna. Od 1959 r. budynek stanowi własność uczelni, a od 1999 r. jest ona jego jedynym użytkownikiem. Historia budowli w Łobzowie liczy ponad sześć wieków. To tam urodził się król Władysław IV. Budynek, zniszczony w czasie potopu szwedzkiego, został odbudowany przez Jana III Sobieskiego. Legenda głosi, że właśnie tam, a nie na Wawelu, król świętował zwycięstwo w wojnie z Turcją.
W Pałacu Samuela Maciejowskiego, przy ulicy Kanoniczej mieści się Katedra Historii Architektury i Konserwacji Zabytków. Politechnika Krakowska otrzymała go do użytku w 1979 roku. Od 2012 roku jest własnością uczelni. 
W 1968 r. Senat Politechniki Krakowskiej zdecydował o powstaniu nowego kompleksu uczelni zlokalizowanego w Czyżynach. Na powierzchni ponad 80 ha postanowiono wznieść m.in. budynki dydaktyczne i naukowe, laboratoria i akademiki. Projekt nowego kompleksu, wykonany przez profesora Witolda Cęckiewicza we współpracy z Biurem Studiów i Projektów Hutnictwa BIPROSTAL, został zatwierdzony w 1972 r. W roku 1973 rozpoczęła się, w części północnej terenu, budowa dwóch domów studenckich. W 1974 r. w strefie południowej ruszyła budowa obiektów dla Wydziału Mechanicznego oraz trzeciego domu studenckiego, hotelu asystenckiego i budynku stołówki. Pierwotnie planowano zakończenie tych inwestycji do roku 1977 r., a budowę całego kompleksu do roku 1990 r. Kryzys gospodarczy uniemożliwił pozyskanie kolejnych środków na inwestycję. Ostatecznie – w strefie północnej terenu – powstały cztery akademiki, hotel asystencki i dom socjalny ze stołówką. Prace nad siedzibą Wydziału Mechanicznego trwały z przerwami, ale pierwsze jednostki zaczęto przenosić z ul. Warszawskiej w 1980 r. Ostatecznie cały wydział został przeniesiony do Czyżyn w 2004 roku. 

## Domy studenckie Politechniki Krakowskiej
Politechnika Krakowska posiada własne Osiedle Akademickie. Zlokalizowane jest ono przy ul. Stanisława Skarżyńskiego w Czyżynach i składa się z czterech domów studenckich, w których zamieszkać może około 2 tys. osób. W ostatnich latach zmodernizowano przestrzeń przed akademikami, a także w samych domach studenckich. Efektem prac są m.in. strefy rozrywki i wypoczynku mieszkańców, sala kinowa, kuchnie dla mieszkańców wyposażone w piekarniki i szafki do przechowywania produktów czy pralnie z suszarkami na pranie. Wokół znajdują się boiska i korty tenisowe, a także Klub „Kwadrat”.

### Domy Studenckie
- DS-1 „Rumcajs” ul. Skarżyńskiego 3
- DS-2 „Leon” ul. Skarżyńskiego 5
- DS-3 „Bartek” ul. Skarżyńskiego 7
- DS-4 „Balon” ul. Skarżyńskiego 9

Od roku akademickiego 2014/15 funkcjonuje również akademik:
- DS-B1 „Bydgoska” ul. Bydgoska 19A[28]

## Sport
Sport na Politechnice Krakowskiej ma bardzo silne tradycje, sięgające początków istnienia uczelni. W maju 1951 roku zostało utworzone samodzielne Uczelniane Koło AZS, które szybko zaczęło odnosić liczne sukcesy organizacyjne i sportowe. Wiele imprez sportowych miało charakter masowy, a niektóre są kontynuowane do dzisiaj. 5 listopada 1958 roku Koło zostało przekształcone w Klub Uczelniany. Przez lata istnienia związku, w jego szeregach trenowali utytułowani sportowcy, a w gronie studentów, pracowników i absolwentów uczelni znalazło się wielu olimpijczyków m.in.: Zdzisław Styczeń, Czesław Marchewczyk, Józef Marusarz, Włodzimierz Czarniak, Andrzej Bachleda-Curuś, Andrzej Sztolf, Joanna Bartosz, Czesław Lorenc, Jerzy Solarz, Agnieszka Szwarnóg, Wiesław Glos, Renata Knapik-Miazga.    

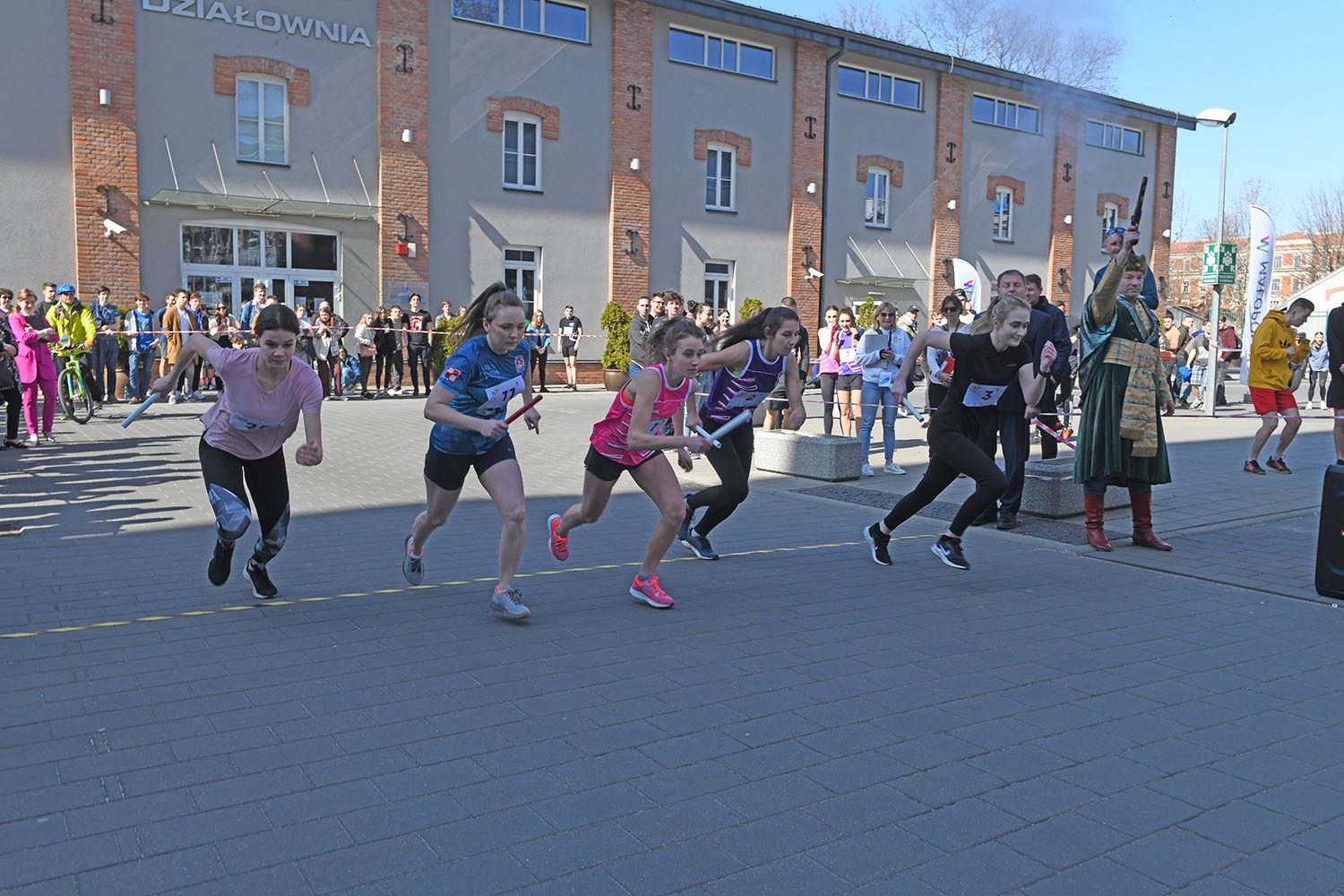
Bieg Kościuszkowski; start sztafety kobiet
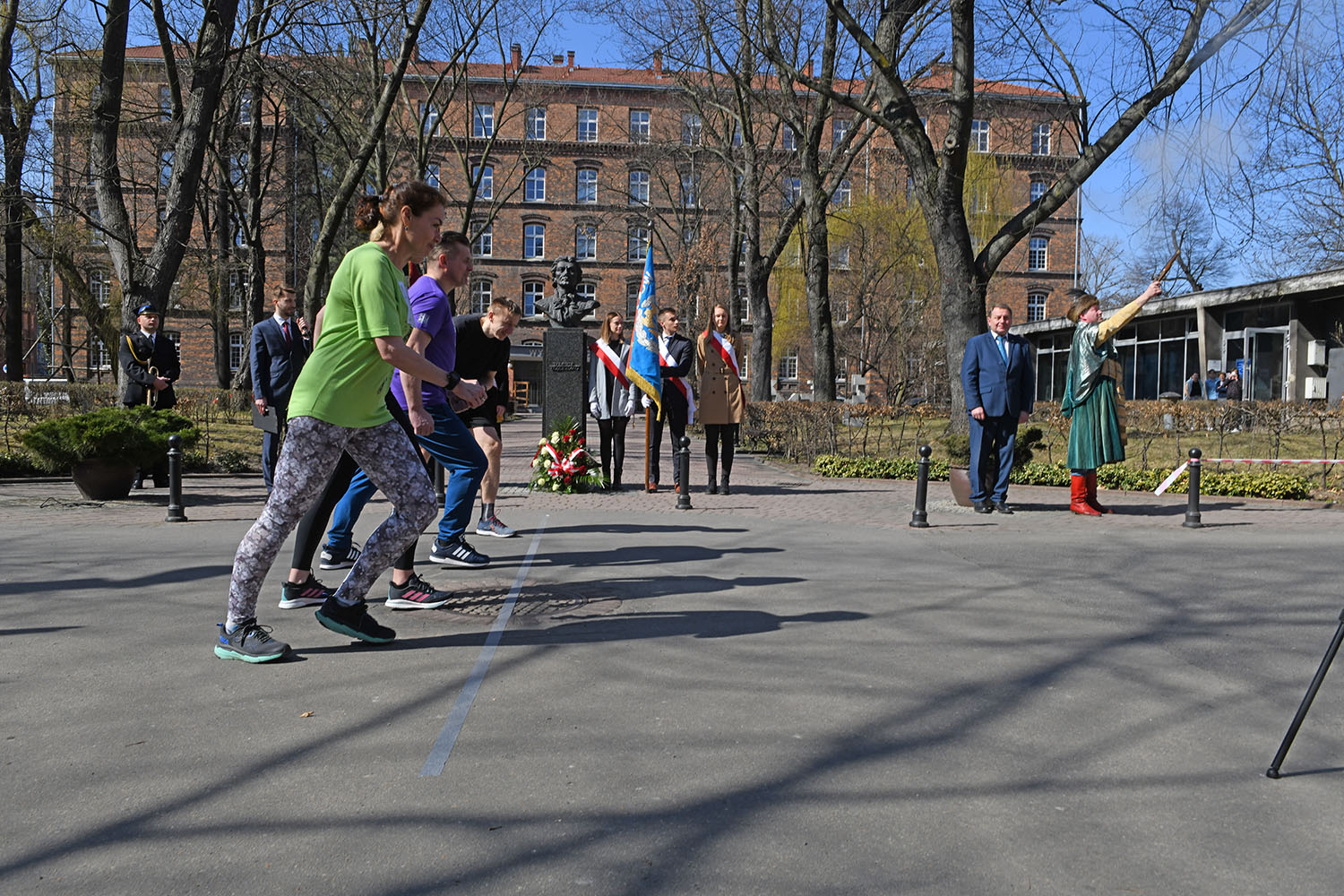
Bieg Kościuszkowski; start VIPów
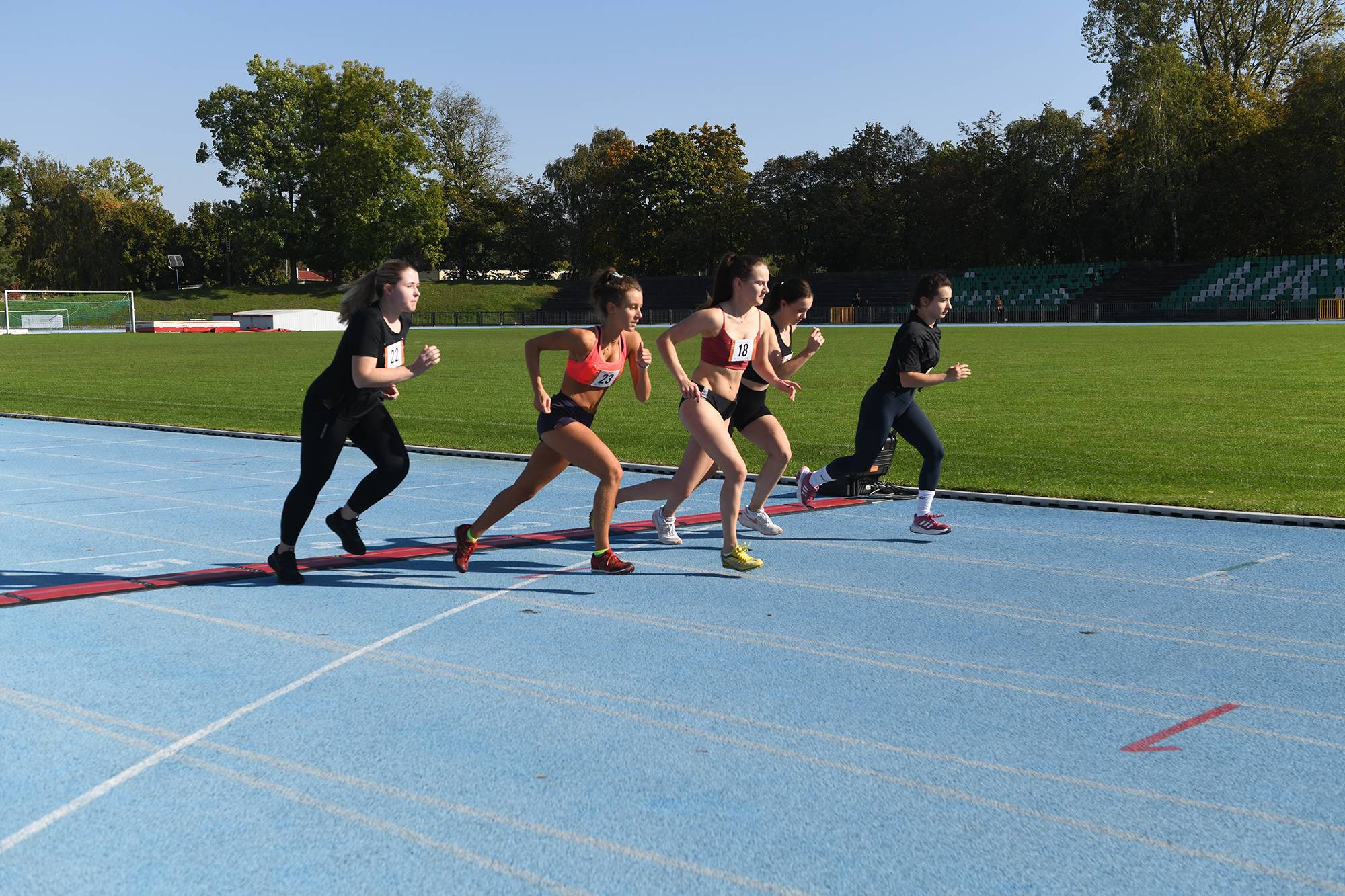
Mittyng lekkoatletyczny
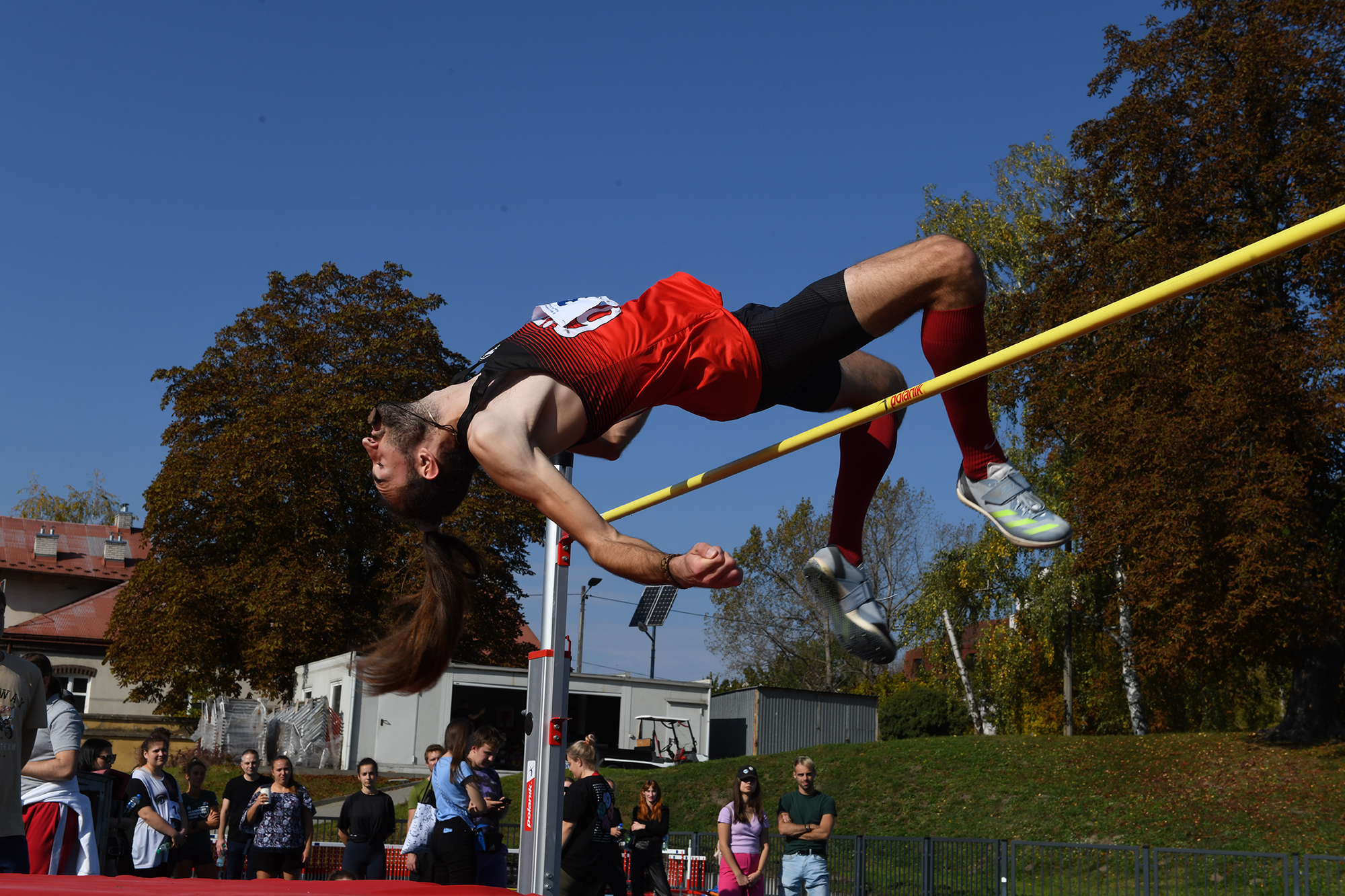
Mittyng lekkoatletyczny
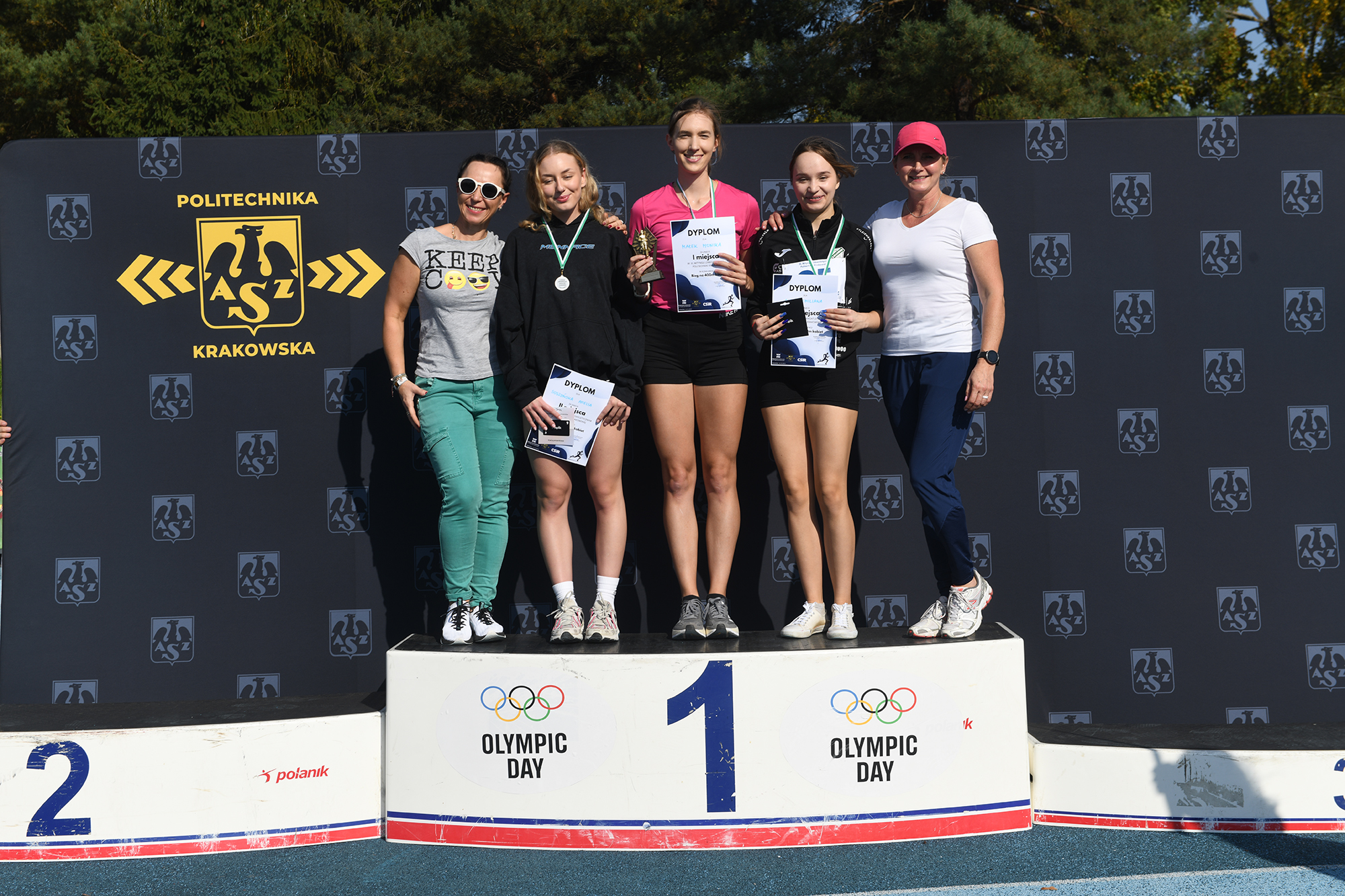
Mittyng lekkoatletyczny
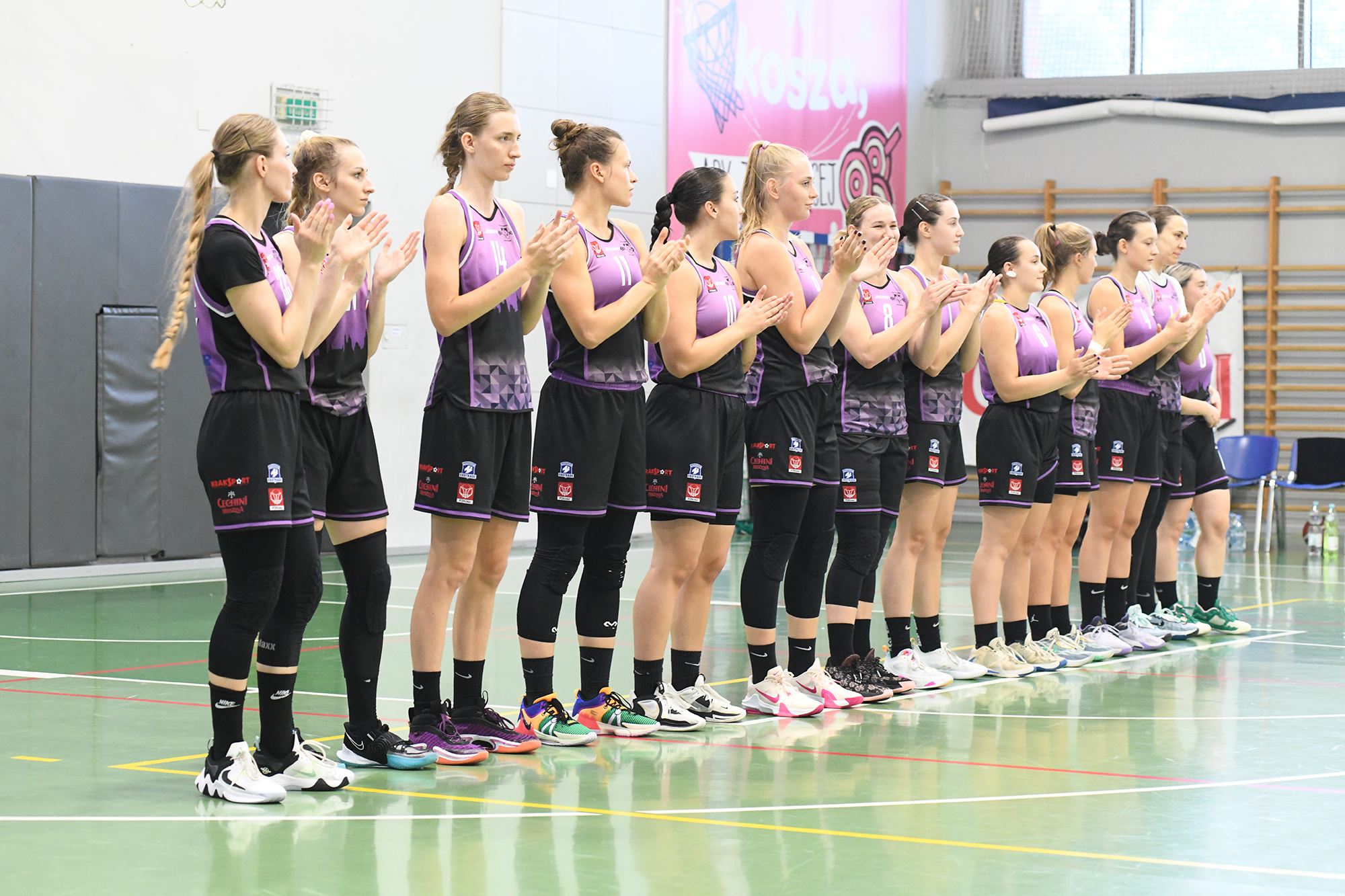
Turniej Koszykówki o Puchar JM Rektora Politechniki Krakowskiej

### Obiekty sportowe
Uczelnia dysponuje halami sportowymi  przy ul. Kamiennej (głównie do gier zespołowych; koszykówki i siatkówki) oraz w Czyżynach (do tenisa stołowego, tenisa, squasha, futsalu), Centrum Tenisowym posiadającym certyfikat Międzynarodowej Federacji Tenisowej, klubem fitness, ośrodkiem  żeglarskim w Żywcu, otwartymi kortami tenisowymi przy ul. Skarżyńskiego oraz dwoma siłowniami.

## Liczba studentów uczelni
Na pierwszy rok akademicki 1945/46 zarejestrowało się ponad 1530 osób, a na rok akademicki 1953/54 przyjęto już ponad 2350 studentów. Obecnie na Politechnice Krakowskiej studiuje 12201 osób, w tym 479 cudzoziemców.
| Typ studiów    | Liczba studentów (wykładowy język polski) | Liczba studentów cudzoziemców (wykładowy język angielski) |
| -------------- | ----------------------------------------- | --------------------------------------------------------- |
| stacjonarne    | 9362                                      | 467                                                       |
| niestacjonarne | 2360                                      | 12                                                        |

## Organizacje studenckie
- Samorząd Studencki Politechniki Krakowskiej
- Klub Uczelniany Akademickiego Związku Sportowego PK
- Niezależne Zrzeszenie Studentów PK
- Zrzeszenie Studentów Polskich PK
- Komitet Lokalny IAESTE PK
- Europejskie Forum Studentów – AEGEE Kraków
- Erasmus Student Network PK
- Studenckie Koło E-Sportowe Politechniki Krakowskiej przy WIiT

## Współpraca międzynarodowa
Politechnika Krakowska jest członkiem European University Association, a w 2023 roku wraz z ośmioma innymi uczelniami utworzyła Uniwersytet Europejski o nazwie Stars EU (Strategic Alliance for Regional Transition) i współpracuje z ośrodkami naukowymi na całym świecie, nie tylko na polu naukowo-badawczym, ale też w zakresie wymiany studentów i pracowników naukowo-dydaktycznych. W czasie nauki studentki i studenci mogą skorzystać z programu „Erasmus+”, w ramach którego prowadzona jest wymiana z większością krajów europejskich. Zawarte przez Politechnikę Krakowską umowy dwustronne pozwalają na współpracę z ponad 50 krajami, m.in.: Stanami Zjednoczonymi, Japonią, Australią, Republiką Korei, Chinami, Indiami, Meksykiem i Ukrainą.
Uczelnia podpisała także umowy o podwójnym dyplomowaniu, m.in. z: Cranfield University, University of Cagliari, Lviv Polytechnic National University, FH Münster University of Applied Sciences oraz Technische Universität Bergakademie Freiberg. Niektóre z kierunków prowadzonych na Politechnice posiadają akredytacje zagranicznych instytucji:
- architektura – Royal Institute of British Architects (RIBA)
- architektura krajobrazu – International Federation of Landscape Architects (IFLA) Europe
- architektura, budownictwo, transport – European Network for  Accreditation of Engineering Education (ENAEE)

- Wydział Inżynierii i Technologii Chemicznej PK prowadzi trwające 4 semestry studia II stopnia w ramach konsorcjum European Master in Biorefinery (Erasmus Mundus BIOREF) wspólnie z University of Lille, University of Bari Aldo Moro i University of Technology of Troyes[34]

Politechnika Krakowska jest obecnie notowana w najważniejszych międzynarodowych rankingach uczelni wyższych, m.in.: THE University Rankings, QS World University Rankings, US News Best Global Universities Rankings, Shanghai Ranking's Global Ranking of Academic Subjects 2019 and 2020 – Mechanical Engineering, 2023 The Three University Missions Ranking oraz UI GreenMetric World University Ranking.
Politechnika Krakowska współpracuje też z zagranicznymi instytucjami naukowymi i badawczymi np. z Europejską Organizacją Badań Jądrowych (CERN). Pierwsze kontakty PK z CERN miały miejsce już w październiku 1990 r., a w roku 1997 została podpisana pierwsza umowa o współpracy pomiędzy Politechniką Krakowską i CERN. Pracownicy i absolwenci uczelni pełnili w CERN-ie funkcje kierowników jednostek organizacyjnych (sekcji oraz grup), a także funkcję doradcy dyrektora CERN ds. państw nie będących członkami CERN-u (dr T. Kurtyka). Główne obszary współpracy z CERN-em obejmowały projektowanie m.in.: akceleratorów cząstek elementarnych, systemów transportu wiązki, magnesów nadprzewodzących, układów sterowania magnesami korekcyjnymi, systemów kompensacji termomechanicznej, systemów wysokiej próżni, a także opracowanie nadprzewodników i ich połączeń, układów kriogenicznych, nadprzewodzących linii zasilających magnesy, kriostatów, systemów chłodzenia detektorów cząstek, struktur nośnych detektorów, soczewek magnetycznych. Porozumienie podpisane z tą instytucją w 2015 roku poprzedzone było 25-letnią współpracą. Naukowcy z Politechniki mieli swój udział w powstaniu Wielkiego Zderzacza Hadronów.
Naukowcy z Politechniki Krakowskiej mieli także duży udział w powstaniu Wielkiego Zderzacza Hadronów m.in. zaprojektowali i skonstruowali urządzenia znajdujące się w przestrzeniach pomiędzy magnesami głównymi akceleratora. W roku 2011 podpisano drugą umowę o współpracy z CERN, a kolejną – na czas nieokreślony – w roku 2015. W ramach umowy pracownicy, studenci i absolwenci PK uczestniczą w pracach zespołów naukowych CERN.

## Laboratoria
Baza laboratoryjna Politechniki Krakowskiej cały czas się rozwija i rozbudowuje, dzięki czemu uczelnia zwiększa swoje możliwości badawcze. Placówki PK nie tylko wspierają rozwój naukowy studentów oraz proces dydaktyczny, ale także współpracują z zewnętrznymi podmiotami, firmami i instytucjami naukowymi. Nowoczesna infrastruktura badawcza pozwala naukowcom adekwatnie odpowiadać na potrzeby współczesnego świata, np. w obszarze technologii IT, budownictwa niskoenergetycznego, medycyny czy transportu.

### Małopolskie Laboratorium Budownictwa Energooszczędnego

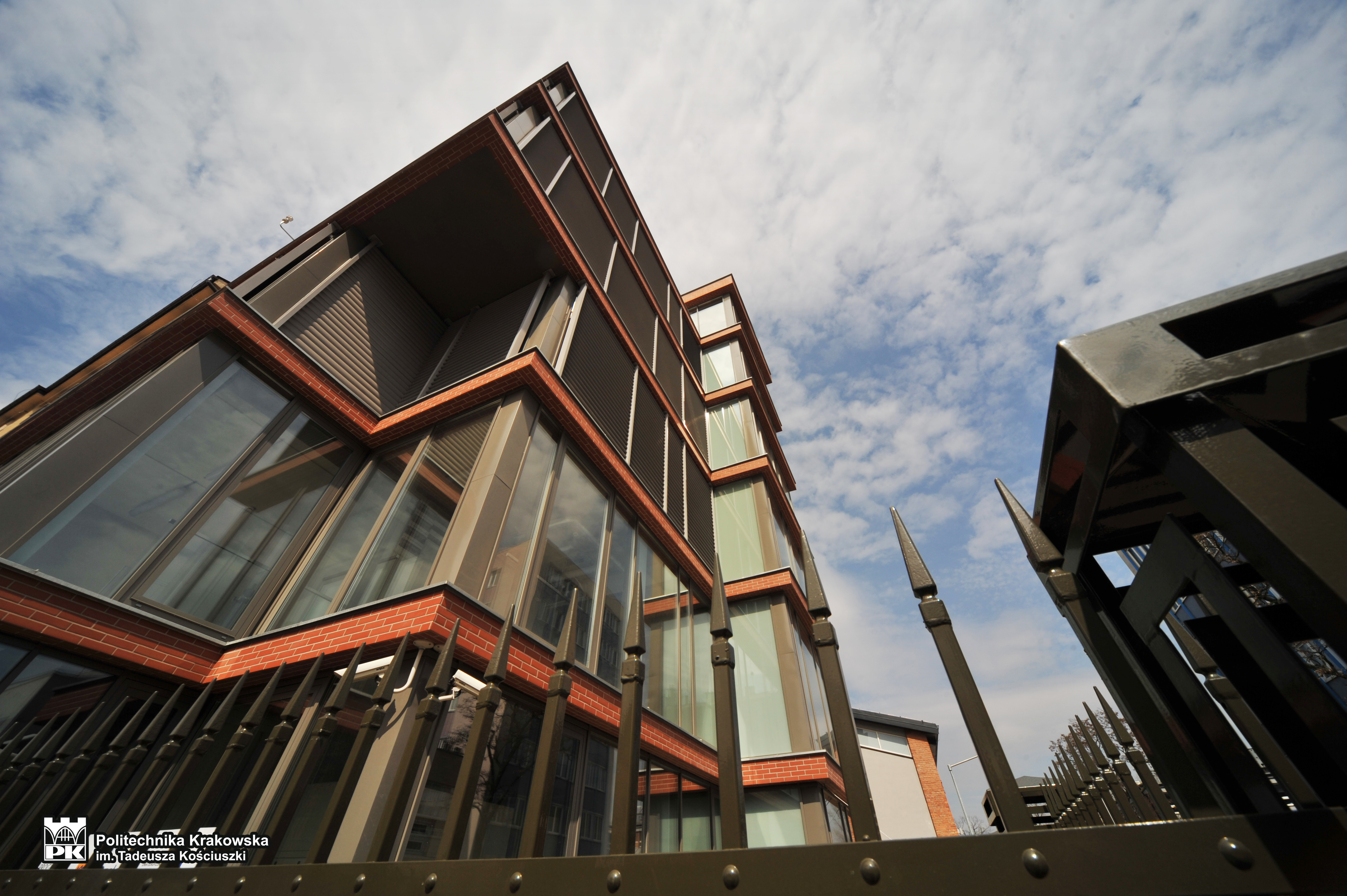
Małopolskie Laboratorium Budownictwa Energooszczędnego.jpg

W latach 2013–2014 powstało Małopolskie Laboratorium Budownictwa Energooszczędnego, które zajmuje się badaniami technologii niskoenergetycznych. Budynek laboratorium jest podzielony na 14 stref klimatycznych i energetycznych, gdzie prowadzone są badania nad właściwościami materiałów i technologii energooszczędnych. 5-kondygnacyjny budynek został zbudowany zgodnie z rygorystycznymi standardami obiektów niskoenergetycznych. Charakteryzuje się zwartą bryłą, nowoczesną wyprawą elewacyjną i zastosowaniem zaawansowanych systemów instalacyjnych. Pod względem izolacyjności i szczelności obudowy spełnia wymagania charakteryzujące budynki pasywne.

### Laboratorium Badań Technoklimatycznych i Maszyn Roboczych

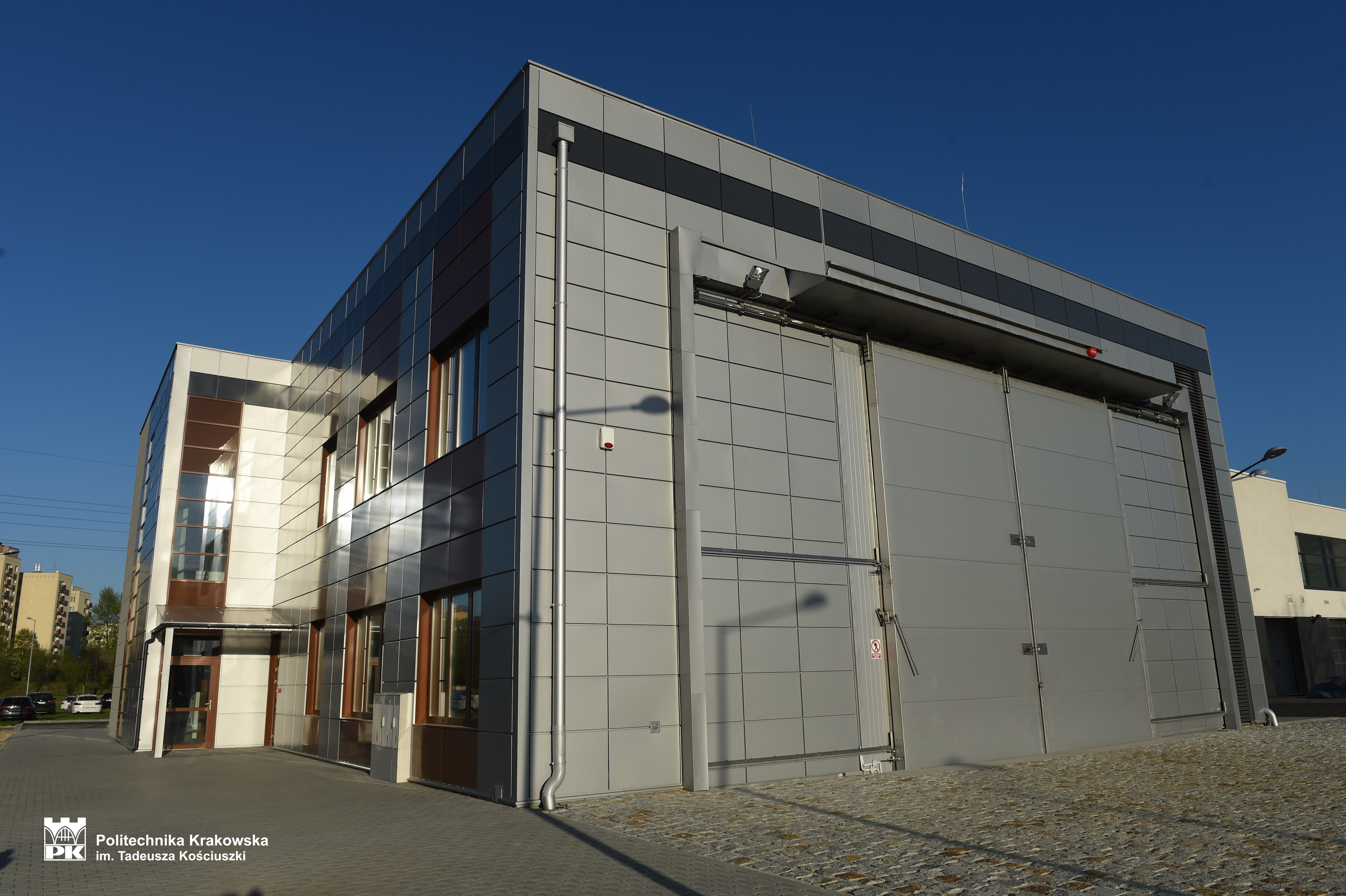
Laboratorium Badań Technoklimatycznych i Maszyn Roboczych

Do bazy laboratoryjnej uczelni należy unikatowe Laboratorium Badań Technoklimatycznych i Maszyn Roboczych, gdzie w komorze termoklimatycznej można prowadzić badania nad dużymi obiektami inżynierskimi (o masie do 60 ton) w skrajnych warunkach klimatycznych i atmosferycznych. Do badań tego typu należą przede wszystkim próby funkcjonalności, wytrzymałości oraz odporności całkowitej w zakresie temperatury od -50 °C do +70 °C, przy podwyższonej wilgotności do 98% RH. Oprócz tego prowadzi badania w takich obszarach jak: modelowanie i symulacja komputerowa oraz projektowanie hydraulicznych i pneumatycznych elementów i układów napędu i sterowania maszyn i urządzeń, połączone z doświadczalnymi badaniami weryfikacyjnymi, metody obliczeniowe oraz optymalizacja funkcjonalna układów transportu przemysłowego, w tym dźwignic i przenośników, wyznaczanie parametrów eksploatacyjnych środków transportu przemysłowego, projektowanie napędów elektromechanicznych i modernizacja istniejących systemów dla potrzeb przemysłu, rozwijanie metod analizy i syntezy strukturalnej, kinematycznej i dynamicznej mechanizmów, symulacja komputerowa mechanizmów i ich sterowania, badania i diagnostyka wibroakustyczna maszyn i urządzeń, projektowanie i ocena zabezpieczeń akustycznych (kabin, obudów, tłumików); badania  właściwości akustycznych materiałów, badania z zakresu ergonomii stanowiska pracy (badania hałasu, drgań, komfortu cieplnego i oświetlenia).
W Laboratorium Badań Technoklimatycznych i Maszyn Roboczych Wydziału Mechanicznego Politechniki Krakowskiej do wyprawy na Mount Everest przygotowywał się Piotr Śliwiński. Wraz z kolarzem ekstremalnym Valerianem Romanovskim spędził 100 godzin w komorze termoklimatycznej. Swoich sił próbował na rusztowaniu wspinaczkowym w temperaturze obniżonej do minus 50 stopni Celsjusza.

### Laboratorium Aerodynamiki Środowiskowej

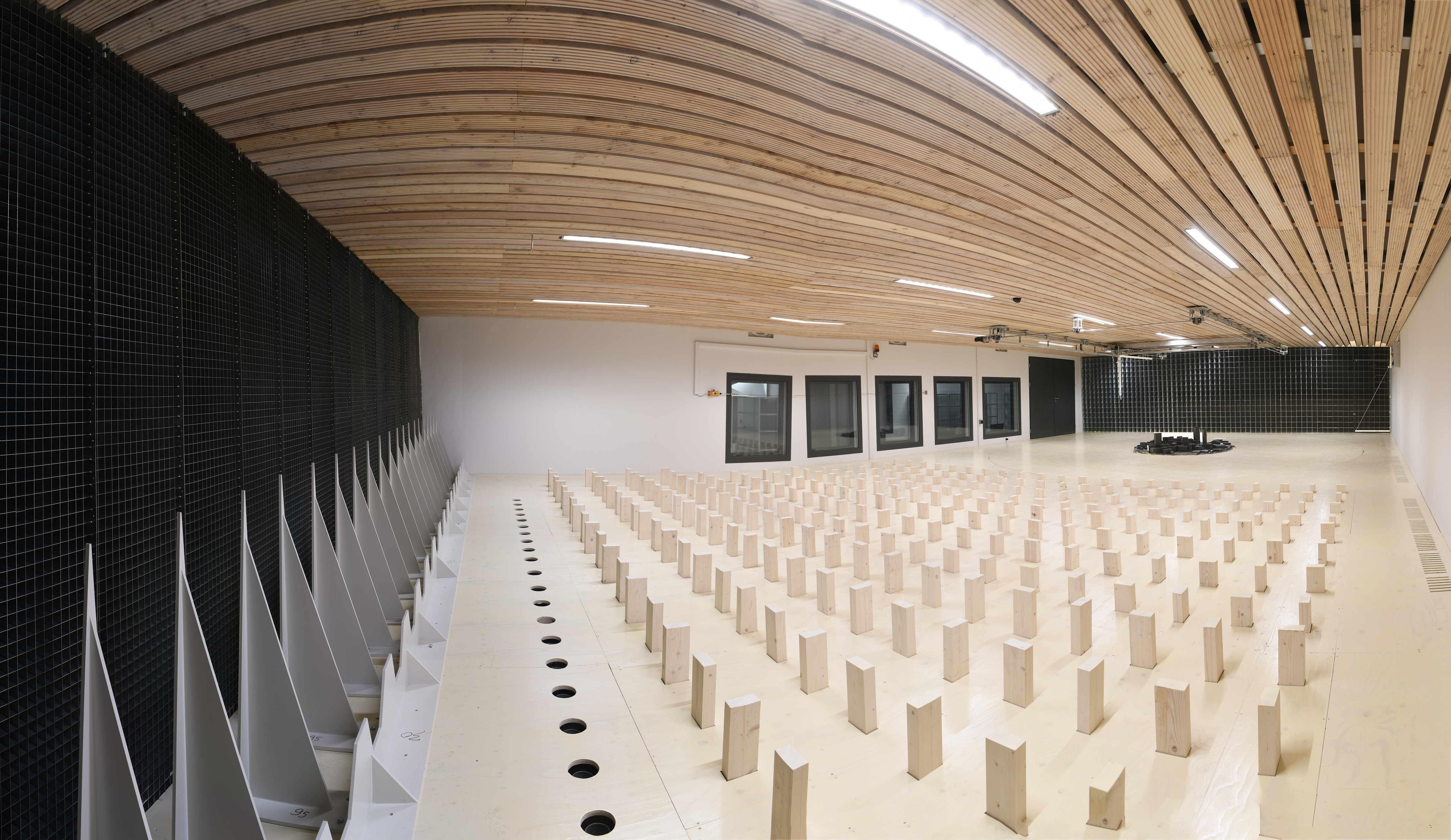
jeden z tuneli aerodynamicznych w Laboratorium Aerodynamiki Środowiskowej

W 2024 roku otwarte zostało na Politechnice Krakowskiej unikatowe, jedno z najnowocześniejszych w Europie centrum badawcze – Laboratorium Aerodynamiki Środowiskowej. Inwestycję tę wspiera Województwo Małopolskie. Nowe laboratorium powstało na terenie kampusu Politechniki w Czyżynach. Laboratorium Aerodynamiki Środowiskowej, pozwoli specjalistom na prowadzenie badań, ekspertyz i analiz dotyczących m.in. przewietrzania miast, transportu zanieczyszczeń, dynamicznego oddziaływania na smog, systemów wymiany i regeneracji powietrza. Wyniki badań prowadzonych w Laboratorium Aerodynamiki Środowiskowej dostarczą także planistom i projektantom wiedzy przydatnej do projektowania nowych osiedli lub modernizacji istniejących czy wznoszenia wysokich budynków. W budynku laboratorium zaprojektowano m.in. dwa tunele aerodynamiczne o obiegu mieszanym, każdy wyposażony w dwie przestrzenie pomiarowe i zróżnicowany system wentylatorów oraz elementów infrastruktury technicznej, kształtujących parametry napływającego powietrza.

### Laboratorium Ultraprecyzyjnych Pomiarów Współrzędnościowych
W ramach projektu Narodowej Sieci Metrologii Współrzędnościowej (NSMET), którego liderem jest Politechnika Krakowska, trwa budowa Laboratorium Ultraprecyzyjnych Pomiarów Współrzędnościowych. Naukową sieć i ośrodek badawczy światowej klasy tworzą cztery czołowe uczelnie techniczne: Politechnika Krakowska oraz Politechniki: Poznańska, Warszawska i Świętokrzyska. Wart ponad 49,8 mln zł projekt NSMET jest realizowany w ramach Programu Operacyjnego Inteligentny Rozwój (działanie 4.2 „Rozwój nowoczesnej infrastruktury badawczej sektora nauki”). W Laboratorium Ultraprecyzyjnych Pomiarów Współrzędnościowych zamontowana zostanie aparatura umożliwiająca wykonywanie pomiarów geometrii struktur wewnętrznych oraz zewnętrznych obiektów mierzonych, w skalach od nano do pomiarów wielkogabarytowych. W nowym centrum badawczym, pomiarom poddawane będą przede wszystkim części maszyn i układów z różnorodnych branż przemysłu, m.in.: samochodowego, lotniczego, energetycznego, medycznego, bioinżynierii, produkcji materiałów kompozytowych i nanomateriałów.